# Richard Lloyd (Musiker)
Richard Lloyd (* 25. Oktober 1951 in Pittsburgh, Pennsylvania) ist ein amerikanischer Gitarrist und Songwriter. Bekannt wurde er als zweiter Gitarrist der New Yorker Rockband Television neben dem Frontmann und Sänger Tom Verlaine, unter anderem mit dem legendären Album Marquee Moon, das zahlreiche Musiker durch die besondere Art, wie die zwei Gitarren eingesetzt wurden, beeinflusste. Lloyd spielte auch Soloalben ein und in der Band Rocket from the Tombs. Er lebt als Maler in Chattanooga, Tennessee.

## Biografie
Nachdem Verlaine (eigentlich Thomas Miller)  mit seinem Schulfreund Richard Hell (Bass, eigentlich Richard Myers) und dem Schlagzeuger Billy Ficca 1972 die Band „The Neon Boys“ gegründet hatten, kam 1973 Richard Lloyd als zweiter Gitarrist hinzu, seitdem als Television. Sie waren eine der führenden Bands der New Yorker Underground-Szene, unter anderem als eine der Hausbands im CBGB. Nach zwei Alben lösten sie sich 1978 auf. In den 1990ern gab es eine Wiedervereinigung von Television, 1992 erschien ihr drittes Studioalbum. Danach gab es sporadische Auftritte der Band.

## Diskografie

### Mit Bands
Für die Aufnahmen mit Television siehe dort
Mit With Rockets from the Tombs:
- 2004  Rocket Redux

### Soloalben
- 1980: Alchemy
- 1985: Field of Fire
- 1987: Realtime
- 2001: The Cover Doesn't Matter
- 2007: The Radiant Monkey
- 2009: The Jamie Neverts Story
- 2010: Lodestones
- 2016: Rosedale
- 2018: The Countdown